# Olivier Quint
Pour les articles homonymes, voir Quint (homonymie).
Olivier Quint, né le 29 novembre 1971 à Saint-Quentin, est un footballeur professionnel français.

## Biographie

### Carrière professionnelle
Olivier Quint évolue comme milieu de terrain ou ailier, côté gauche. Il arrive au centre de formation du FC Rouen en 1987 et y débute en équipe première, en Division 2, en 1990-1991. Il devient un titulaire régulier à partir de la saison 1993-1994. En 1995, un an après la relégation du club normand en National 1, il signe au RC Épernay Champagne, en National 2. Il y est remarqué par le CS Sedan-Ardennes, un club voisin évoluant en National 1, qui le recrute l'année suivante. Titulaire régulier, il accompagne la montée en puissance du club, promu en Division 2 en 1998 puis en Division 1 l'année suivante. Il dispute la finale de la Coupe de France en 1999, perdue face au FC Nantes.
En 2001, il est recruté par le FC Nantes, champion de France en titre, avec lequel il remporte le Trophée des champions et dispute la Ligue des champions. Il ne connaît cependant pas à Nantes le même succès que durant sa carrière sedanaise, les différents entraîneurs nantais ne comptant jamais vraiment sur lui alors que le club plonge dans les difficultés. Après une rupture des ligaments croisés en 2004 qui le prive des terrains pendant une année, il reprend l'entraînement en novembre 2005 et annonce sa retraite de joueur le 28 avril 2006 à l'issue de la saison 2005-2006.

### Monde amateur et reconversion
Après sa carrière professionnelle, Olivier Quint se tourne vers le football amateur, il joue à l'Avenir Regrippière-Saint-Crespin-Tillières, dans la région nantaise, pendant deux ans. Il ouvre aussi un restaurant à Nantes, intègre la direction de l'Union nationale des footballeurs professionnels (UNFP) et prépare ses diplômes d’entraîneur. En 2008, il est nommé entraîneur-joueur du FC Montaigu. Il y reste deux saisons, obtenant de justesse le maintien de l'équipe fanion en DH en 2010. D'un commun accord avec le président du club, il met fin à son contrat.
En 2010, il retrouve les terrains en tant que joueur à l'AC Chapelain, à La Chapelle-sur-Erdre, équipe qui évolue en Division d'Honneur. Il y joue deux saisons puis intègre l'équipe technique. Il est à partir de 2014-2015 co-entraîneur de l'équipe première avec Nordine Chaouch puis entraîneur principal. Il s'engage avec l'AC Basse-Goulaine au mois d'avril 2020, promu en Régional 1 (6e échelon national).

## Carrière

### Joueur
Formation
- ?-? :  Olympique Saint-Quentin
- ?-1987 :  US Chauny
- 1987-1991 :  FC Rouen

Professionnelle
- 1991-1995 :  FC Rouen
- 1995-1997 :  RC Épernay Champagne
- 1997-2001 :  CS Sedan-Ardennes
- 2001-2006 :  FC Nantes

Amateur
- 2006-2008 :  Avenir Regrippière-Saint-Crespin-Tillières (DSR)
- 2008-2010 :  FC Montaigu (entraîneur-joueur, DH)
- 2010-2012 :  AC La Chapelle-sur-Erdre (DH)

### Entraîneur
- 2008-2010 :  FC Montaigu (entraîneur-joueur, DH)
- 2010-2020 :  AC La Chapelle-sur-Erdre (DH)
- 2020- :  AC Basse-Goulaine (R1)

## Palmarès

### En club
- Finaliste de la Coupe de France en 1999 avec le CS Sedan-Ardennes.
- Vainqueur du Trophée des champions en 2001 avec le FC Nantes.
- Demi-finaliste de la Coupe Intertoto en 2003 et 2004 avec le FC Nantes.
- Finaliste de la Coupe de la Ligue en 2004 avec le FC Nantes.

## Distinction
- Meilleur buteur de la Coupe de France en 1998-1999
- Membre de l'équipe-type de Division 1 en 2001[6]